# Patrimônio cultural imaterial

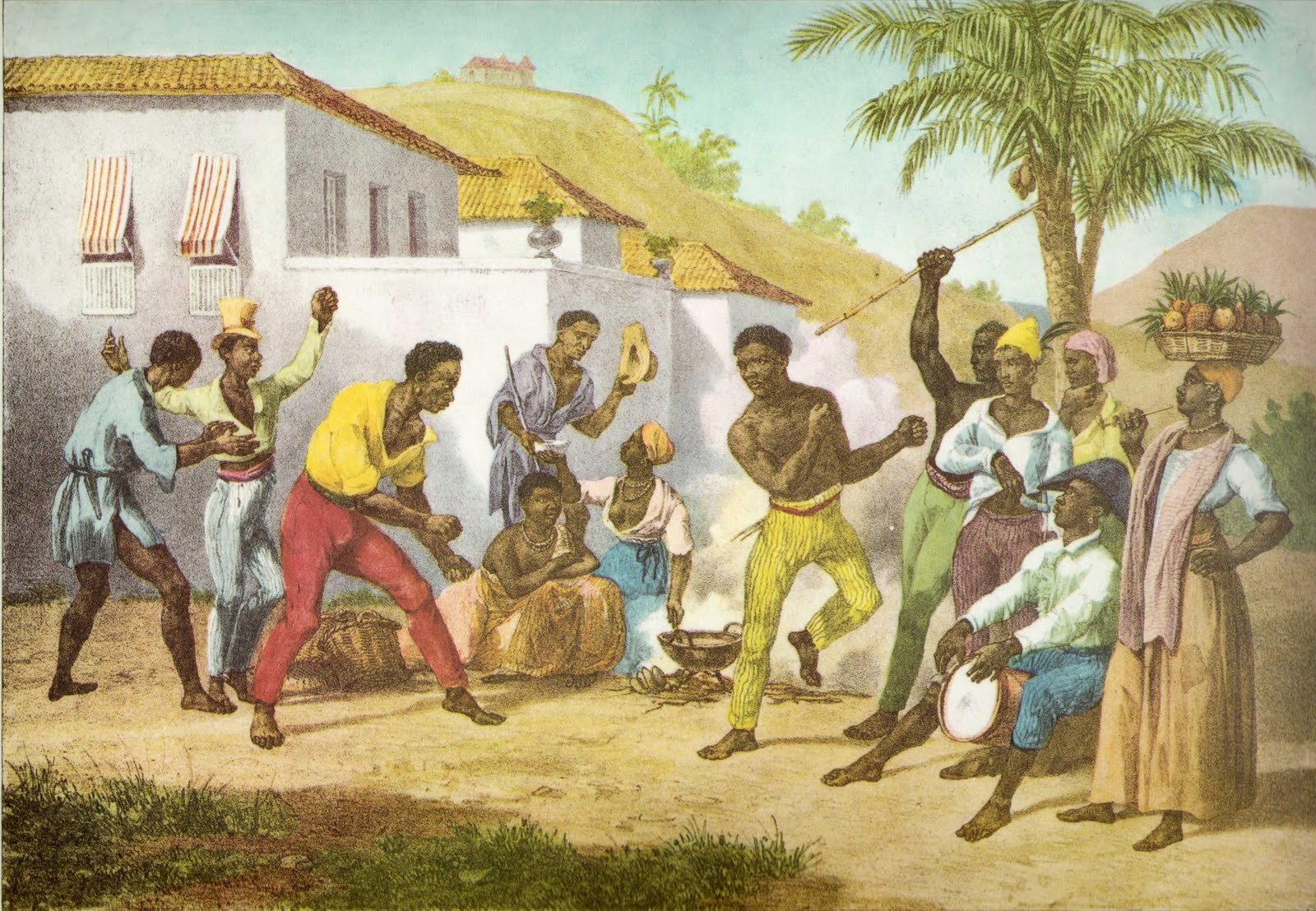
A Capoeira foi reconhecida pela UNESCO como Patrimônio Cultural Imaterial da Humanidade em 2014.

Patrimônio Cultural Imaterial ou Patrimônio Cultural Intangível (abreviado PCI) é a expressão do patrimônio cultural que não é material. 
Este tipo de patrimônio abrange valores históricos, culturais e tradicionais de grande relevância, cuja proteção contribui para preservar fontes de criatividade e identidades dos povos. Abrange as expressões culturais e as tradições que um grupo de indivíduos preserva em respeito da sua ancestralidade, para as gerações futuras. 
São exemplos de patrimônio imaterial: os saberes, os modos de fazer, as formas de expressão, celebrações, as festas e danças populares, lendas, músicas, costumes e outras tradições. Por isso, diversas leis e iniciativas públicas foram criadas para sua salvaguarda e promoção.

## Reconhecimento
A UNESCO reconhece expressões do Patrimônio Cultural Imaterial de todo o mundo por meio da designação de Patrimônio Cultural Imaterial da Humanidade. 
Além disso, muitos países criaram legislações específicas para promover e proteger esse tipo de patrimônio. Por exemplo, a França possuía, em janeiro de 2024, um inventário com 500 expressões culturais.
| “                                                                      | Entende-se por “patrimônio cultural imaterial” as práticas, representações, expressões, conhecimentos e técnicas - junto com os instrumentos, objetos, artefatos e lugares culturais que lhes são associados - que as comunidades, os grupos e, em alguns casos, os indivíduos reconhecem como parte integrante de seu patrimônio cultural. Este patrimônio cultural imaterial, que se transmite de geração em geração, é constantemente recriado pelas comunidades e grupos em função de seu ambiente, de sua interação com a natureza e de sua história, gerando um sentimento de identidade e continuidade e contribuindo assim para promover o respeito à diversidade cultural e à criatividade humana. | ” |
| — Convenção para a Proteção do Patrimônio Mundial, Cultural e Natural, | |   |

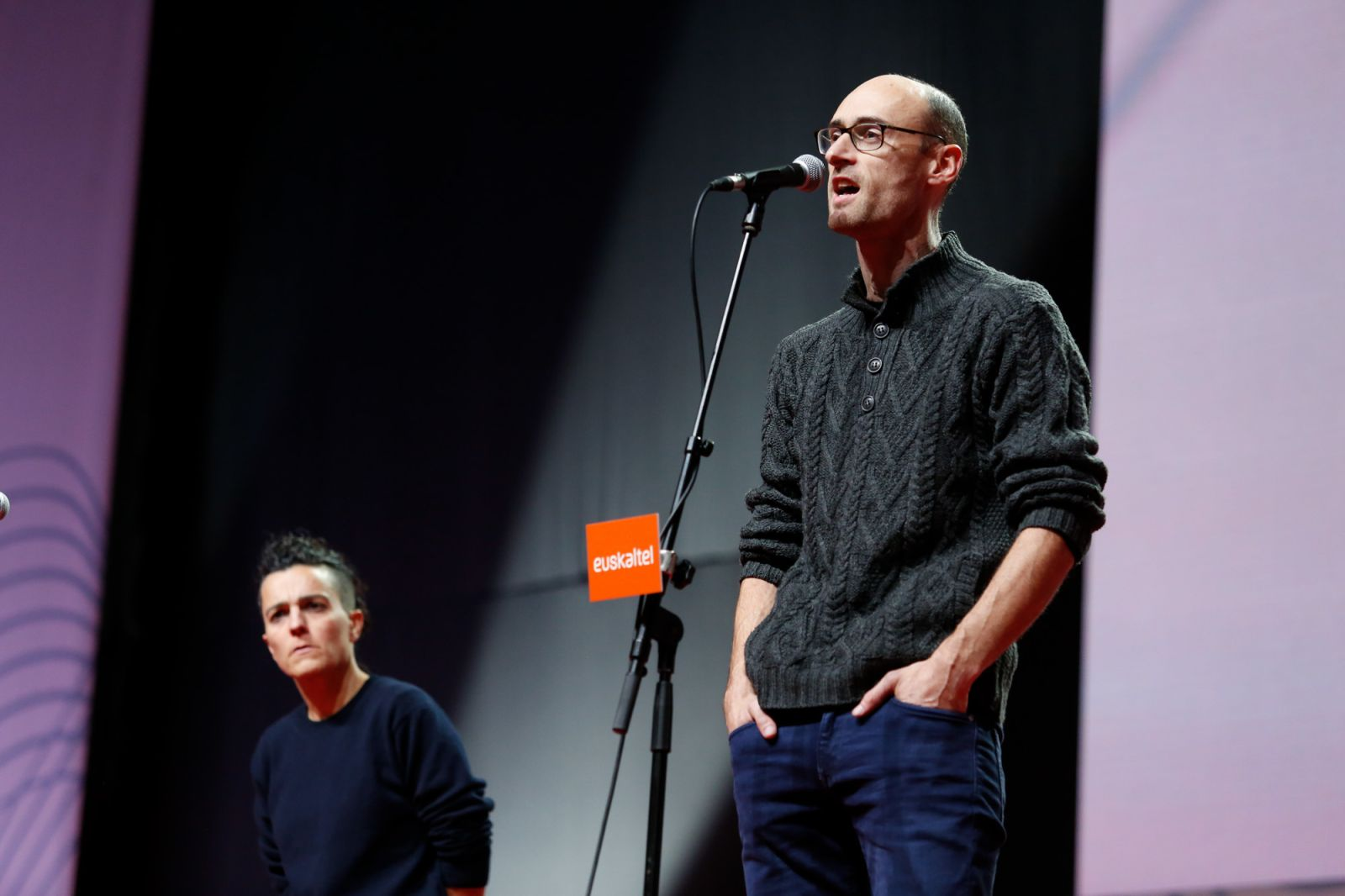
O Ministério da Cultura (França) incluiu a prática da bertsolaritza em seu inventário de Patrimônio Cultural Imaterial em 2022.

Baseados na definição da UNESCO, países produziram regulamentação nacional sobre o tema, passando a registrar manifestações imateriais a nível nacional, regional ou local.

## Definições
O termo "Patrimônio Cultural Imaterial" foi citado pela primeira vez em um contexto institucional na declaração do congresso mundial sobre cultura, realizado no México em 1982 (MONDIACULT).
O Museu Etnográfico do Reino de Navarra define o patrimônio cultural imaterial como:  
"...toda expressão cultural viva, ligada a significados coletivos compartilhados e enraizada em uma comunidade. Transmitido de geração em geração, é constantemente recriado por comunidades em resposta a seus ambientes, interações com a natureza e história, proporcionando um sentimento de identidade e continuidade e promovendo respeito à diversidade cultural e criatividade humana."

## Categorias do Patrimônio Cultural Imaterial
O patrimônio cultural imaterial pode ser identificado nas seguintes áreas:
- Conhecimentos tradicionais sobre atividades produtivas, processos e técnicas.
- Crenças, festividades, rituais e práticas cerimoniais.
- Tradição oral e particularidades linguísticas.
- Representações teatrais, brincadeiras e esportes tradicionais.
- Expressões musicais e sonoras.
- Modos de alimentação.
- Formas de sociabilidade coletiva e organizações.

Na 32ª sessão da UNESCO, realizada em Paris em 2003, foi aprovado o texto da Convenção para a Salvaguarda do Patrimônio Cultural Imaterial, destacando suas características: ser tradicional, contemporâneo e vivo ao mesmo tempo; integrador; representativo; e baseado na comunidade.

## Heranças imateriais registradas no Brasil
Um exemplo de patrimônio cultural imaterial é o modo de tocar dos sinos, cuja "linguagem" é peculiar meio de comunicação e está sendo objeto de registro pelo IPHAN. Em Minas Gerais, por exemplo, o modo artesanal de fazer queijo é importante registro de patrimônio intangível.
Em Pirenópolis, Goiás, outro exemplo de patrimônio imaterial é a Festa do Divino de Pirenópolis, criada em 1819 e festejada até hoje. É na Festa do Divino que são apresentadas as Cavalhadas, representação da luta entre mouros e cristãos na Idade Média.
Em São Paulo, foi aprovada a Lei 14.406 de 21 de maio de 2007, de autoria do político Chico Macena, que cria o Programa Permanente de Proteção e Conservação do Patrimônio Imaterial do Município de São Paulo, e atualmente tenta-se instalar o Museu do Patrimônio Imaterial por meio do Projeto de Lei 486/2010 do mesmo autor.
Podem ser citadas ainda diversas tradições, saberes e técnicas que vem sendo submetidas às normas que estabelecem o "Inventário Nacional de Referências Culturais" (INRC) do IPHAN, na complexa tarefa de preservar o patrimônio material e imaterial, resguardando bens, documentos, acervos, artefatos, vestígios e sítios, assim como as atividades, técnicas, saberes, linguagens. Um dos critérios são a atenção às tradições que não encontram amparo na sociedade e no mercado, permitindo a todos o cultivo da memória comum, da história e dos testemunhos do passado 
Observe-se, em relação ao patrimônio já estabelecido, os seguintes "processos de registro em andamento": a Festa do Divino Espírito Santo da Cidade de Paraty – RJ; Ofício de Raizeiras e Raizeiros no Cerrado; Uso da Ayahuasca em rituais religiosos (AC, AM); Sítio de São Miguel Arcanjo – Tava Miri dos povos indígenas Mbyá-Guarani entre outros.
Os bens já registrados como patrimônio imaterial no Brasil são:

### Região Norte

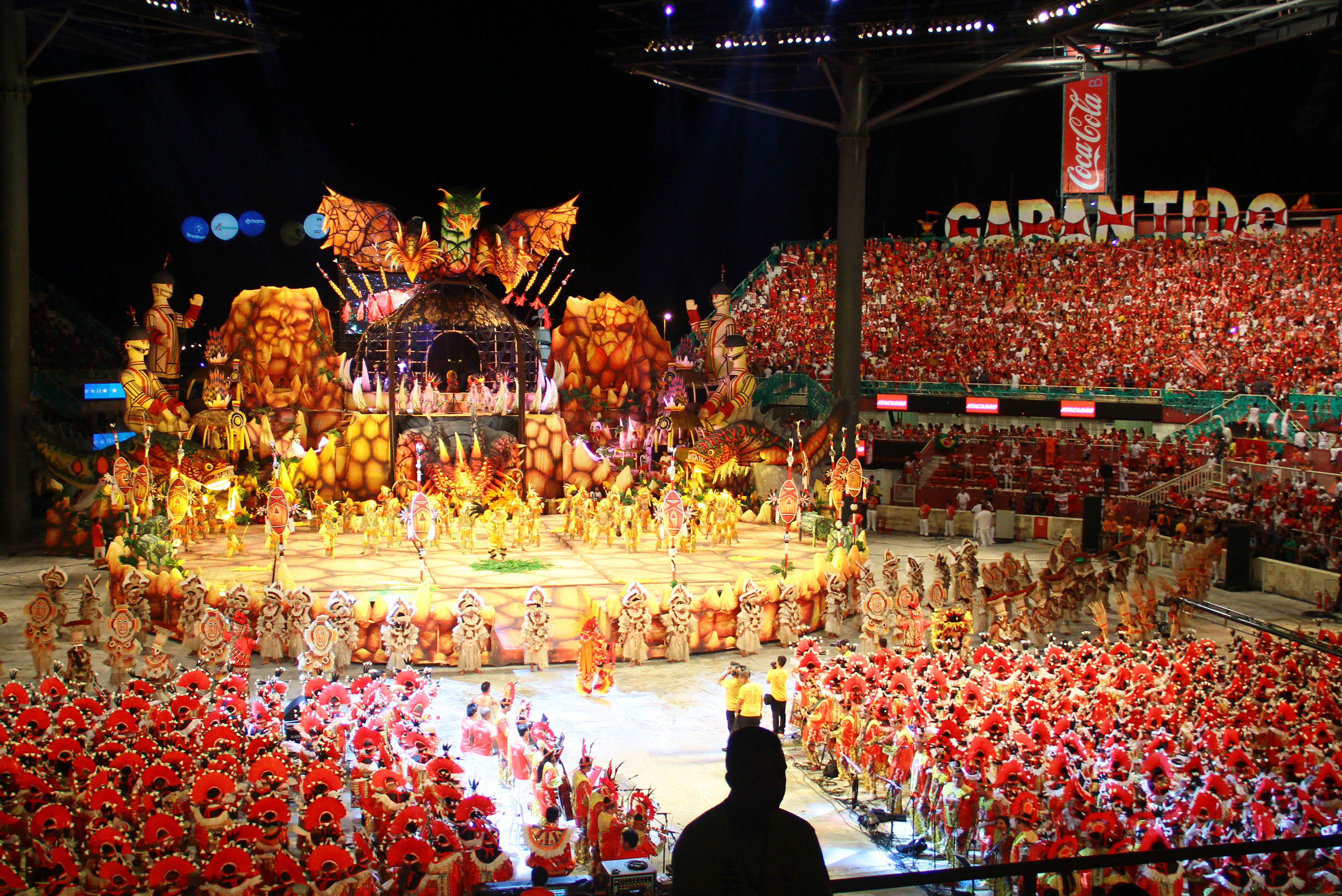
Apresentação do Boi Garantido no Festival Folclórico de Parintins, no Amazonas.

- Círio de Nossa Senhora de Nazaré - Manifestação cristã em devoção a Nossa Senhora de Nazaré, que ocorre anualmente no município de Belém (Pará);[16]
- Cachoeira de Iauaretê – Local sagrado dos povos ameríndios residentes próximos aos rios Uaupés e Papuri;
- Festival Folclórico de Parintins – Festa popular de boi-bumbá, que ocorre anualmente no município de Parintins, no Amazonas;[17]
- Peteleco – Personagem do ventríloquo amazonense Oscarino Farias;[18]
- Arte Kusiwa –  Arte gráfica e pintura corporal dos ameríndios Wajãpi;
- Carimbó - Ritmo musical amazônida e uma dança de roda de origem indígena, típica do estado do Pará;[19]
- Re-Pa – Clássico do futebol entre os times estaduais Remo e Paysandu.[20]

### Região Centro-Oeste
- Modo de Fazer Viola de cocho
- Festa do Divino de Pirenópolis

### Região Nordeste

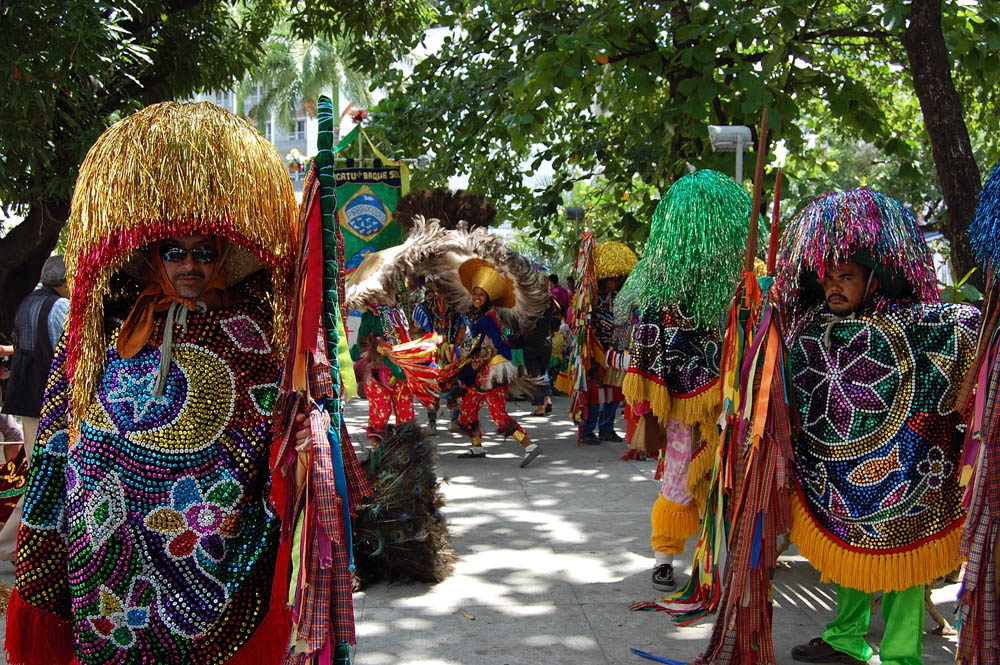
Apresentação dos caboclos de lança no Maracatu de Baque Solto.

- Roda de Capoeira e o Ofício do Mestre de Capoeira
- Forró, abrange distintos gêneros musicais como: xote, baião, arrasta-pé e, xaxado.
- Teatro de Bonecos do Nordeste
- Literatura de Cordel

Ceará
- Festa de Santo Antônio de Barbalha

Bahia
- Ofício das Baianas de Acarajé
- Festa do Senhor do Bonfim
- Samba de Roda do Recôncavo Baiano
- Bembé do Mercado

Maranhão
- Bumba meu boi do Maranhão
- Tambor de Crioula

Paraíba
- Feira de Campina Grande

Pernambuco
- Caboclinhos
- Feira de Caruaru
- Frevo
- Maracatu Nação
- Maracatu Rural
- Cavalo-Marinho (folguedo)
- Bloco carnavalesco Galo da Madrugada
- Bolo de rolo e Bolo Souza Leão a nível estadual
- Paixão de Cristo de Nova Jerusalém a nível estadual

Piauí
- Produção Tradicional da Cajuína no Piauí
- Arte Santeira Piauiense
- Patrimônio Imaterial da Serra da Capivara
- Saber Quilombola do Jucá
- Cavalo Piancó a nível estadual
- Samba de Cumbuca a nível estadual
- Legado das Bandolineiras de Oeiras a nível estadual
- Modo de Fazer das Rendeiras do Morro da Mariana a nível estadual

Rio Grande do Norte
- Festa de Santana de Caicó

Sergipe
- Modo de fazer renda irlandesa em Divina Pastora

### Região Sudeste

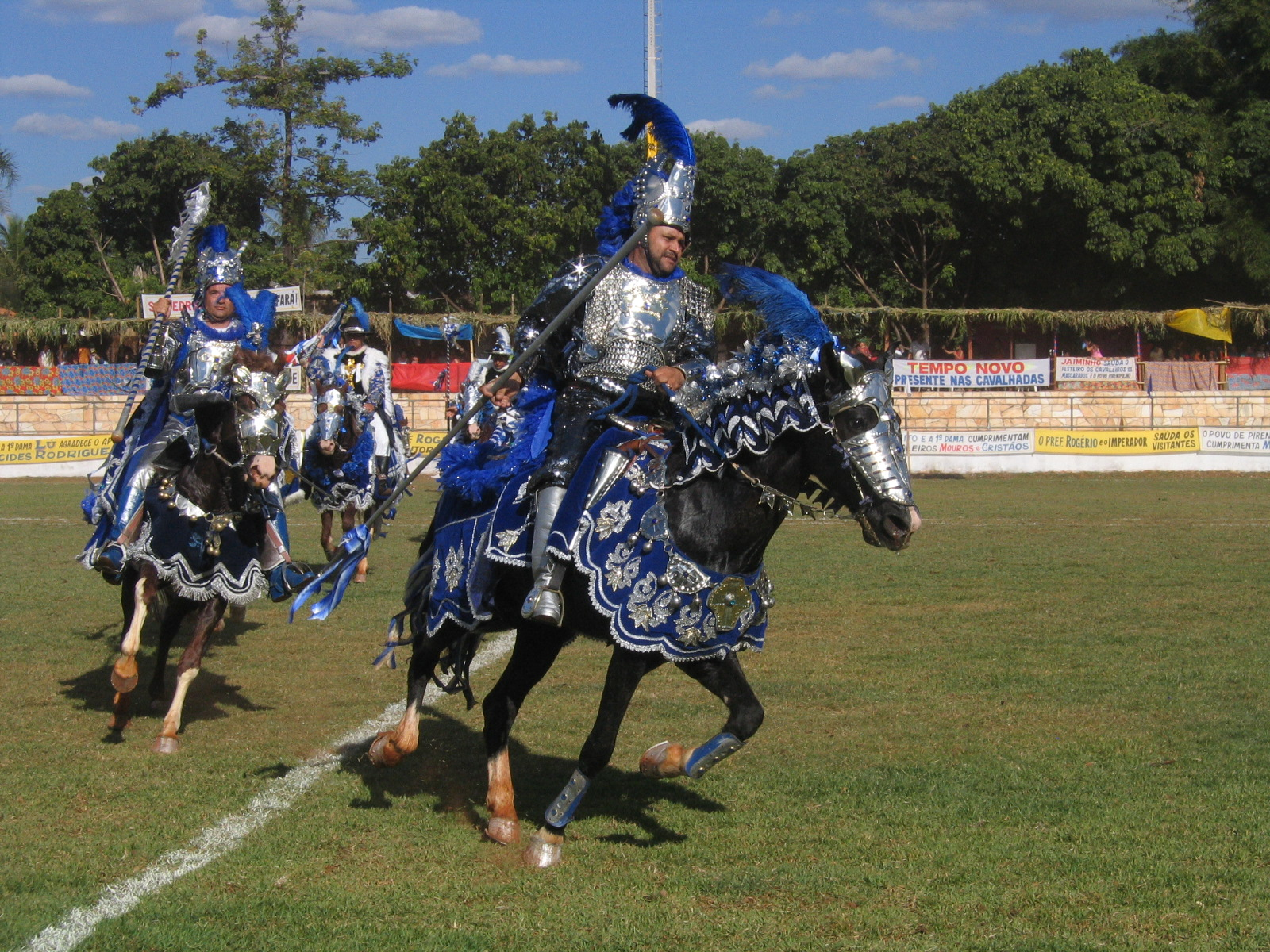
Rei cristão e cavaleiros na Festa do Divino Espírito Santo de Pirenópolis.

- Modo artesanal de fazer queijo em Minas Gerais, nas regiões do Serro e da Serra da Canastra e da Serra do Salitre
- Toque dos sinos em Minas Gerais e o ofício de sineiros
- Matrizes do samba no Rio de Janeiro: partido-alto, samba de terreiro e samba-enredo
- Jongo
- Ofício das paneleiras de Goiabeiras
- Torcida do Club de Regatas Vasco da Gama - Lei nº 9875/2022 - Rio de Janeiro.[21]

### Regiões Nordeste e Sudeste
- Roda de capoeira e Ofício dos Mestres de Capoeira

### Região Sul
- Olaria e Ofício dos Mestres Oleiros
- Renda de Bilro e Ofício das rendeiras

## Heranças imateriais registradas emMoçambique
- A Timbila dos chopes foi, em 2006, considerada património cultural universal.[22]
- Gule Wamkulu é uma cerimónia tradicional dos nianjas (ou "chewas") do norte de Moçambique, Malawi e Zâmbia; foi inscrita na lista do património cultural imaterial da humanidade em 2008.

## Heranças imateriais registradas em Portugal

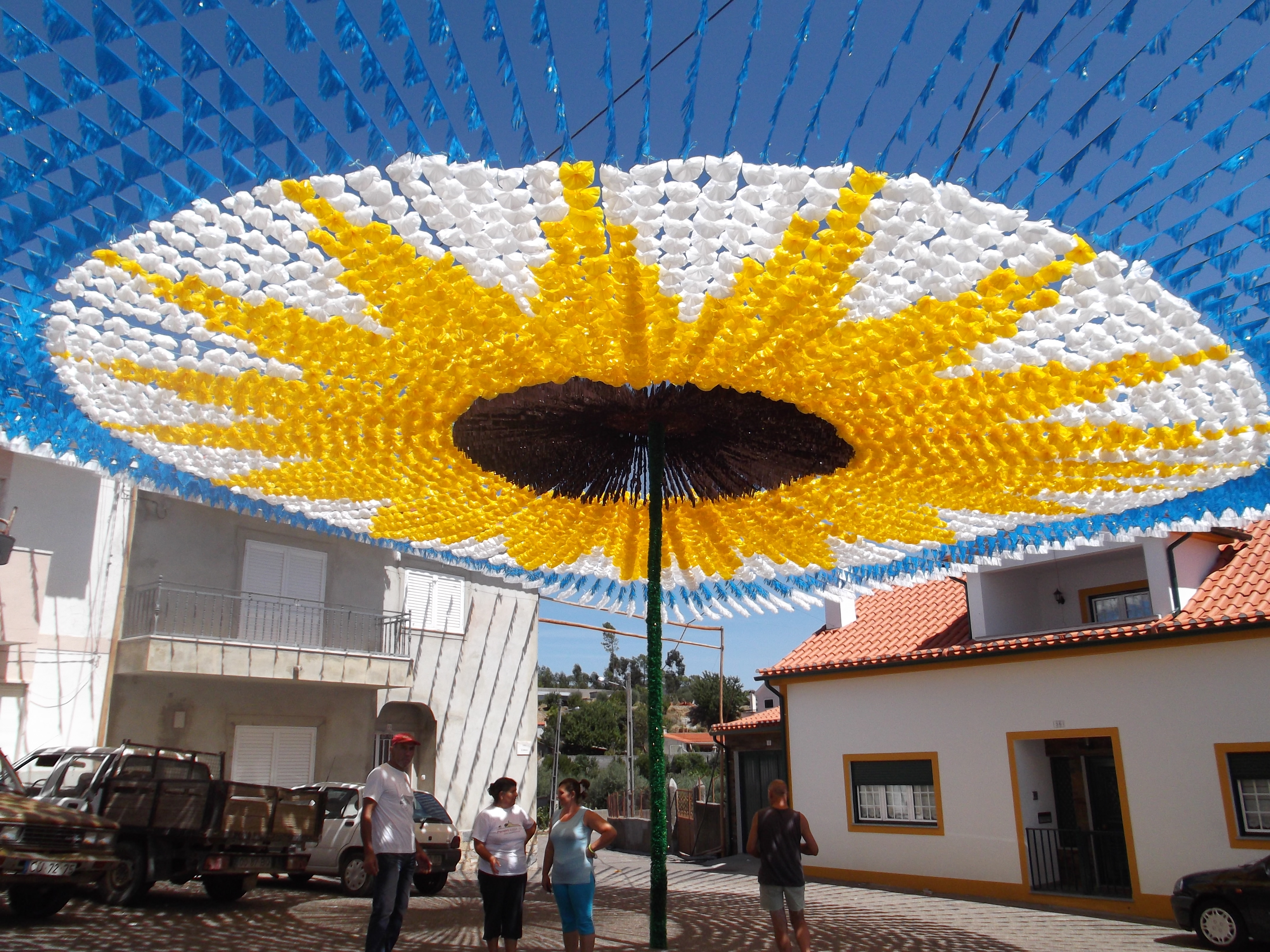
Um girassol gigante feito de flores de plástico, em Pereiro de Mação.

Em Portugal, a noção de patrimônio cultural imaterial, trazida para a ordem do dia com os esforços intelectuais e políticos visando a classificação do Fado como Património Mundial pela UNESCO, tem tido avanços teóricos significativos através dos estudos do escritor e etnólogo Alexandre Parafita, assentes na semiose dos textos e contextos que lhe conferem expressão e manifestação, incluindo aqueles que a modernidade vem alterando ou eliminando ao nível dos rituais (medicina popular, ritos de morte, religiosidade, labores agrários…).
Neste quadro conceitual, Parafita considera a necessidade de distinguir como patrimônio cultural imaterial três grupos de bens culturais: 
- 1 – Os gêneros de literatura oral tradicional que, uma vez produzidos, ganham uma razoável autonomia em relação ao seu processo de produção, enriquecendo-se no contexto de uso intergeracional: cancioneiros, romanceiros, contos populares, paremiologia, rezas, ensalmos…;
- 2 – Expressões e manifestações intrinsecamente ligadas a suportes físicos (lugares de memória) ou a referenciais histórico-religiosos: rituais festivos, crenças do sobrenatural, lendas e mitos, histórias de vida…
- 3 – Manifestações em permanente atualização pela mobilização de novos recursos, ambientes e funcionalidades num processo de ressignificação das tradições: trajes, danças, jogos tradicionais, romarias, gastronomia, artesanato….[23]

Como exemplos do património cultural imaterial português, temos as ruas enfeitadas em vários pontos do país. Campo Maior, Redondo, Tomar e Pereiro de Mação são locais onde as respectivas populações ornamentam as ruas das suas terras deixando-as autênticos jardins floridos.
Estas iniciativas são muito do agrado do povo português, motivando a afluência de milhares e milhares de visitantes a essas localidades.
Em Campo Maior e Tomar as ruas são enfeitadas de quatro em quatro anos; no Redondo, de dois em dois e em Pereiro de Mação, isso acontece todos os anos na semana que antecede o último domingo de Agosto.